# Katedrála v Roskilde
Katedrála v Roskilde (dánsky Roskilde Domkirke) je gotická, z cihel postavená katedrála v městě Roskilde v Dánsku. Nachází se na Sjællandu, největším ostrově Dánska. Její počátky sahají do 12. století, kdy započala její výstavba. V roce 1995 se katedrála stala součástí světového dědictví.
Roskilde je politické i duchovní centrum historie křesťanského Dánska.
V roce 1989 navštívil katedrálu papež Jan Pavel II.

## Historie
Prvním kostelem, který vznikl na místě současné katedrály, byla (podle Adama z Brém) dřevěná svatyně, kterou nechal v 10. století postavit král Harald Modrozub, jenž byl v ní i pochován; po této stavbě však nezůstaly žádné stopy. V 11. století byl dřevěný kostel Svaté trojice (původní název svatostánku) nahrazen zděnou stavbou. Její donátorkou byla princezna Estrida, sestra krále Knuta Velikého a nový kostel vysvětil v roce 1080 biskup Svend Normand, který stavbu svatyně dokončil. Tento kostel měl podobu trojloďní baziliky s věžemi na západní straně, k severní straně pak ke kostelu přiléhala budova kláštera sloužící k pobytu kněží plnících službu v kostele. Kolem roku 1100 biskup Arnold obehnal komplex hradbou, jejíž zbytky se nacházejí pod současným prostorem u katedrály; ten sloužil do roku 1820 jako hřbitov.
V polovině 12. století sjællandský biskup Absalon zahájil přestavbu kostela sv. Trojice v Roskilde do podoby v novém stylu, který pronikl do Dánska, gotice. V jeho díle pokračoval skånský biskup Anders Sunesøn a jeho bratr, biskup Roskilde Peder Sunesøn, jenž podobně jako Absalon, získal svěcení v Paříži. To mělo rozhodující vliv na vzhled kostela, který byl přestavěn ve stylu francouzské gotiky, což tehdy bylo v Dánsku něčím zcela výjimečným. Budova, při níž jejíž stavbě bylo spotřebováno kolem tří miliónů cihel, byla dokončena kolem roku 1280. Ve 14. století dostala katedrála dvě západní věže; charakteristické jehlice, jež je korunují, však byly dobudovány teprve v roce 1635 za panování Kristiána IV.

## Interiér
Katedrála má šest zvonů; dva z nich, pocházející z doby kolem roku 1200 a z roku 1613, byly zničeny při požáru katedrály v roce 1993 a byly nahrazeny novými, odlitými v Holandsku. Katedrála je trojlodní stavbou obklopenou věncem kaplí z různých období. Centrálním bodem katedrály je hlavní oltář, vyrobený v roce 156 v Antverpách, po jehož obou stranách se nacházejí dřevěné stély z roku 1420. Dále jsou v katedrále varhany z roku 1554 a fresky z 15. a počátku 16. století.
Centrálním prvkem kaple Tří králů, v níž se nacházejí renesanční náhrobky Kristiána III. a Frederika II., je tzv. královský sloup, na němž jsou vyryty rysky označující výšku vzrůstu monarchů navštívivších katedrálu. Podle těchto značek nejvyššími hosty katedrály byli dánský král Kristián I. (219,5 cm), ruský car Petr Veliký (208,4 cm) a dánský král Kristián X. (199,4 cm). Naopak nejmenšími byli dánský král Frederik VI. (170,9 cm), siamský král Chulalongkorn (165,4 cm) a dánský král Kristián VII. (164,1 cm).

## Královské hroby
V katedrále se nachází řada náhrobků králů a královen Dánska. V jižní části katedrály se nacházejí v kromě již vzpomínané kapli Tří králů rovněž v kapli Frederika V. Nejkrásnější z nich jsou mramorové sarkofágy Frederika V. († 1766) a Kristiána VI. († 1746). V presbytáři za hlavním oltářem je gotický náhrobní deska královny Markéty († 1412) a za ní barokní, bohatě zdobené náhrobky z bílého mramoru králů a královen zemřelých v 16. a 17. století. Ostatní dánští monarchové spočívají ve dvou kaplích přiléhajících ke katedrály ze severní strany: v kapli Kristiána IV. (zde kromě tohoto krále odpočívá i jeho manželka Anna Kateřina, Frederik III. a jeho manželka Žofie Amálie) a v kapli Kristiána IX. (zde jsou uloženi Kristián IX. Frederik VIII., Kristián X: a jejich manželky). U severovýchodního nároží katedrály byla v roce 1986 vybudována volně stojící kaple, která se stala místem odpočinku posledního krále Dánska, Frederika X. († 1972) a jeho manželky Ingrid († 2000). Jsou zde rovněž místa přichystaná pro další královské pohřby.
V podzemí katedrály se nacházejí krypty, v nichž jsou pochováni další členové dánské královské rodiny. Do roku 2006 zde spočívaly i ostatky ruské carevny Marie Fjodorovny (ženy cara Alexandra III., narozené jako princezna Dagmar, dcera Kristiána IX.); v roce 2006 byly převezeny do Petrohradu.
Katedrála v Roskilde je nejdůležitějším pohřebním kostelem dánských králů. Ve svatyni jsou uloženy ostatky 39 králů a královen Dánska, tj. všech králů a královen od doby Kristiána III. (s výjimkou královny Karoliny Matyldy, manželky krále Kristiána VII., jež zemřela a byla pochována v roce 1775 v Celle u Hannoveru v Německu):
- král Harald Modrozub († 98&)
- král Sven Vidlí vous († 1014; hrob se nedochoval)
- král Sven II. († 1074)
- královna Markéta I. († 1412)
- král Kryštof III. Bavorský († 1448; hrob se nedochoval)
  - jeho manželka královna Dorotea Braniborská († 1495)
- král Kristián I. († 1481)
- král Kristián III. († 1559)
  - jeho manželka královna Dorotea Sasko-Lauenburská († 1571)
- král Frederik II. († 1588)
  - jeho manželka královna Žofie Meklenburská († 1631)
- král Kristián IV. († 1648)
  - jeho manželka královna Anna Kateřina Braniborská († 1612)
- král Frederik III. († 1670)
  - jeho manželka královna Žofie Amálie Brunšvická († 1685)
- král Kristián V. (+† 1699)
  - jeho manželka královna Šarlota Amálie Hesensko-Kasselská († 1714)
- král Frederik IV. († 1730)
  - a jeho manželky královny
  - Luisa Meklenburská († 1721)
  - a Anna Žofie Reventlow (+1743)
- král Kristián VI. (+1746)
  - jeho manželka královna Žofie Magdalena Braniborská (+1770)
- král Frederik V. (+1766)
  - a jeho manželky královny
  - Luisa Hannoverská († 1751)
  - a Juliana Marie Brunšvická († 1796)
- král Kristián VII. († 1808)
- král Frederik VI. († 1839)
  - jeho manželka královna Marie Hesensko-Kasselská († 1852)
- král Kristián VIII. († 1848)
  - jeho manželka královna Karolina Amálie Augustenburská († 1881)
- král Frederik VII. († 1863)
- král Kristián IX. († 1906)
  - jeho manželka královna Luisa Hesensko-Kasselská (+† 1898)
- král Frederik VIII. († 1912)
  - jeho manželka královna Luisa Švédská (+1926)
- král Kristián X. († 1947)
  - jeho manželka královna Alexandrina Meklenbursko-Zvěřínská († 1952)

V samostatně stojící kapli před katedrálou jsou pochováni:
- král Frederik IX. († 1972)
  - jeho manželka královna Ingrid Švédská († 2000)